# ساوترن پراید
ساوترن پراید (به انگلیسی: Southern Pride) یک کشتی بود که طول آن ۱۶۰ فوت (۴۹ متر) بود. این کشتی در سال ۱۹۳۶ ساخته شد.